# Odomankoma
Odomankoma – „Pan Miłosierdzia”, jeden z triady trzech (obok Njame i Njankopona) wielkich bogów u Akan z Ghany.
Władca Wszechświata będący uosobieniem twórczej inteligencji, a zarazem dawca śmierci. Ustanowił siedmiodniowy tydzień, w którym każdy dzień dał we władanie innemu bóstwu planetarnemu.